# Дом Отдыха «Боровое»
Дом отдыха «Боровое» — посёлок в Дзержинском сельском поселении Лужского района Ленинградской области.

## История
По данным 1966 года посёлок Дом Отдыха «Боровое» входил в состав Естомического сельсовета.
По данным 1973 и 1990 года посёлок Дом Отдыха «Боровое» входил в состав Дзержинского сельсовета.
В 1997 году в посёлке Дом Отдыха «Боровое» Дзержинской волости проживали 78 человек, в 2002 году — 63 человека (русские — 94 %).
В 2007 году в посёлке Дом Отдыха «Боровое» Дзержинского СП проживали 65 человек.

## География
Посёлок расположен в южной части района на автодороге 41К-684 (Киевское шоссе — Череменец).
Расстояние до ближайшей железнодорожной станции Луга — 15 км.
Посёлок находится на западном берегу Череменецкого озера.

## Демография
| 1997 | 2007 | 2010 | 2017 |
| ---- | ---- | ---- | ---- |
| 78   | ↘65  | ↘50  | ↗55  |